# Omsk
Ne doit pas être confondu avec Tomsk ou Oblast d'Omsk.
 (août 2011).
Si vous disposez d'ouvrages ou d'articles de référence ou si vous connaissez des sites web de qualité traitant du thème abordé ici, merci de compléter l'article en donnant les références utiles à sa vérifiabilité et en les liant à la section « Notes et références ».
Omsk (en russe : Омск /omsk/) est une ville de fédération de Russie et la capitale administrative de l'oblast d'Omsk. Avec une population de 1 154 507 habitants en 2020, Omsk est, après Novossibirsk, la deuxième ville russe importante à l'est de l'Oural et la neuvième du pays.

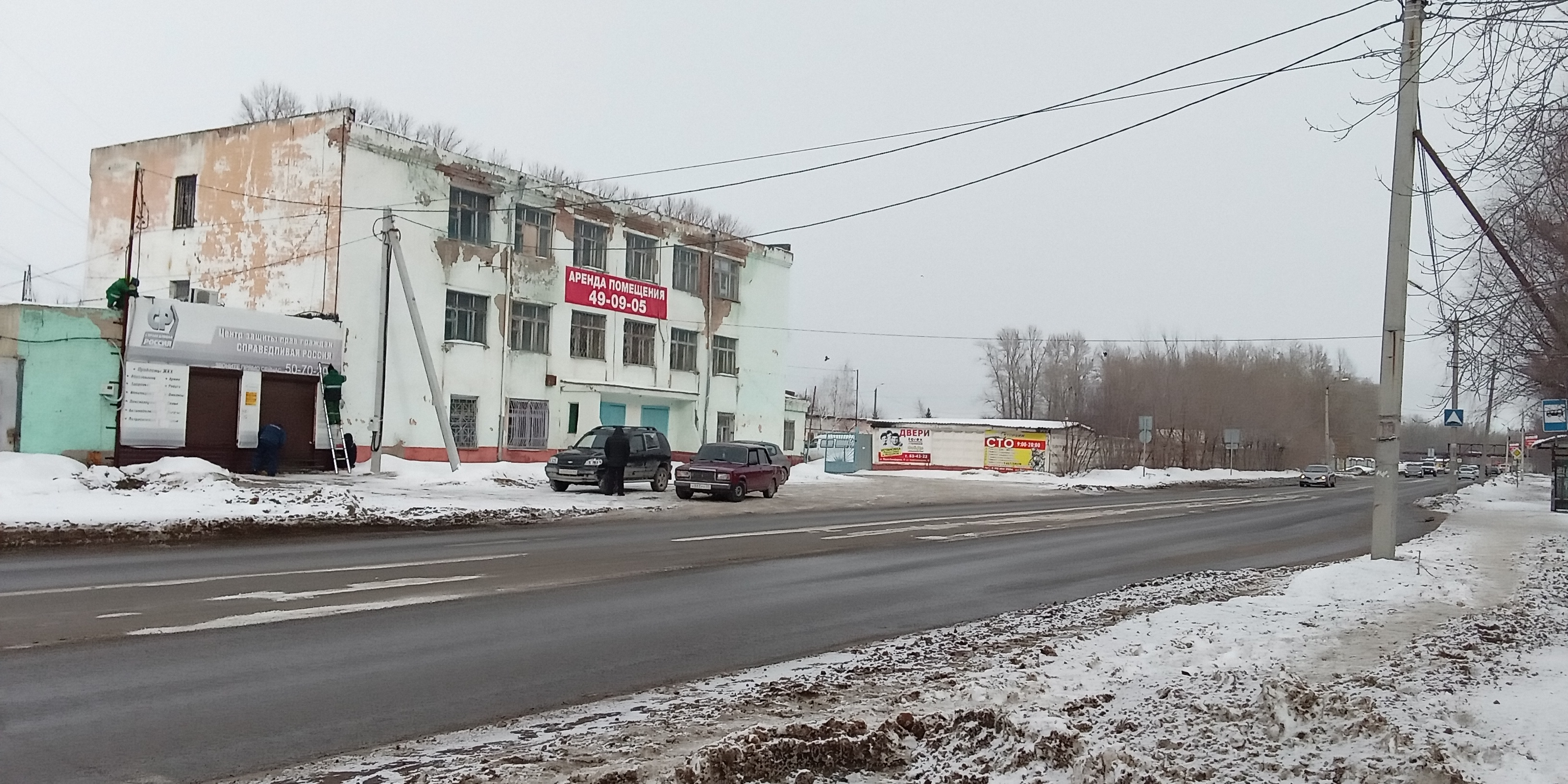
Omsk

Depuis la Seconde Guerre mondiale, Omsk s'est développée grâce à l'industrie de l'armement, puis dans les années 1950 et 1960 à la pétrochimie.

## Géographie

### Situation
Omsk est située dans le Sud-Ouest de la Sibérie, à 2 236 km à l'est de Moscou. Elle s'étend le long de la rivière Irtych, près de sa confluence avec la rivière Om. L'Irtych traverse la ville du sud au nord en décrivant une légère boucle. Le centre de la  ville se trouve le long de la rivière, essentiellement sur sa rive droite, à une altitude de 87 m.

### Climat
Le climat, continental et sec, est caractérisé par des changements de temps brutaux. Les températures moyennes sont de 20 °C en juillet et −17 °C en janvier avec des extrêmes propres à ce type de climat de 40 °C en été et de −45 °C en hiver. Il y a 300 jours ensoleillés par an et il tombe 400 mm de précipitations annuellement. La neige recouvre le sol en moyenne 163 jours par an de la mi-octobre à la mi-avril. Le manteau neigeux atteint une épaisseur de 32 cm en février.
- Température record la plus froide : −45,5 °C (février 1931)
- Température record la plus chaude : 40,4 °C (juillet 1940)
- Nombre moyen de jours avec de la neige dans l'année : 144
- Nombre moyen de jours de pluie dans l'année : 122
- Nombre moyen de jours avec de l'orage dans l'année : 23
- Nombre moyen de jours avec givre dans l'année : 114

| Mois                                  | jan.       | fév.       | mars       | avril      | mai        | juin      | jui.      | août      | sep.      | oct.       | nov.       | déc.       | année      |
| ------------------------------------- | ---------- | ---------- | ---------- | ---------- | ---------- | --------- | --------- | --------- | --------- | ---------- | ---------- | ---------- | ---------- |
| Température minimale moyenne (°C)     | −21        | −19        | −11,2      | −0,2       | 6,6        | 12,1      | 14        | 11,7      | 5,7       | −0,1       | −10        | −17,8      | −2,4       |
| Température moyenne (°C)              | −16,9      | −14,6      | −6,6       | 4,7        | 13         | 18        | 19,4      | 17        | 10,6      | 3,8        | −6,9       | −13,9      | 2,3        |
| Température maximale moyenne (°C)     | −12,7      | −9,9       | −2         | 10,1       | 19,5       | 23,8      | 24,9      | 22,8      | 16,1      | 8,3        | −3,4       | −10        | 7,3        |
| Record de froid (°C) date du record   | −45,1 1931 | −45,5 1931 | −41,1 1930 | −26,4 1912 | −12,9 1911 | −3,1 1968 | 2,1 1926  | −1,7 1929 | −7,6 1938 | −28,1 1940 | −41,2 1952 | −44,7 1968 | −45,5 1931 |
| Record de chaleur (°C) date du record | 4,2 1948   | 8 2016     | 14,1 1951  | 31,3 1982  | 35,6 2021  | 40,1 1936 | 40,4 1940 | 38 1929   | 32,9 1990 | 27,4 1916  | 16,1 1932  | 4,5 1975   | 40,4 1940  |
| Ensoleillement (h)                    | 83,9       | 129,6      | 200,6      | 237,5      | 306,9      | 317,1     | 297       | 257,1     | 177,7     | 121,1      | 71,8       | 54,8       | 2 255,1    |
| Précipitations (mm)                   | 21         | 18         | 19         | 26         | 31         | 55        | 65        | 56        | 29        | 33         | 35         | 29         | 417        |
| Nombre de jours avec précipitations   | 1          | 0,4        | 3          | 10         | 17         | 17        | 18        | 19        | 18        | 13         | 5          | 1          | 122        |
| Humidité relative (%)                 | 80         | 78         | 76         | 64         | 54         | 60        | 68        | 70        | 70        | 74         | 81         | 81         | 71         |
| Nombre de jours avec neige            | 28         | 25         | 18         | 9          | 2          | 0,2       | 0         | 0         | 1         | 11         | 22         | 28         | 144        |

| Diagramme climatique                                  |           |           |            |           |            |          |            |           |           |           |            |
| J                                                     | F         | M         | A          | M         | J          | J        | A          | S         | O         | N         | D          |
| −12,7−2121                                            | −9,9−1918 | −2−11,219 | 10,1−0,226 | 19,56,631 | 23,812,155 | 24,91465 | 22,811,756 | 16,15,729 | 8,3−0,133 | −3,4−1035 | −10−17,829 |
| Moyennes : • Temp. maxi et mini °C • Précipitation mm |           |           |            |           |            |          |            |           |           |           |            |

## Histoire

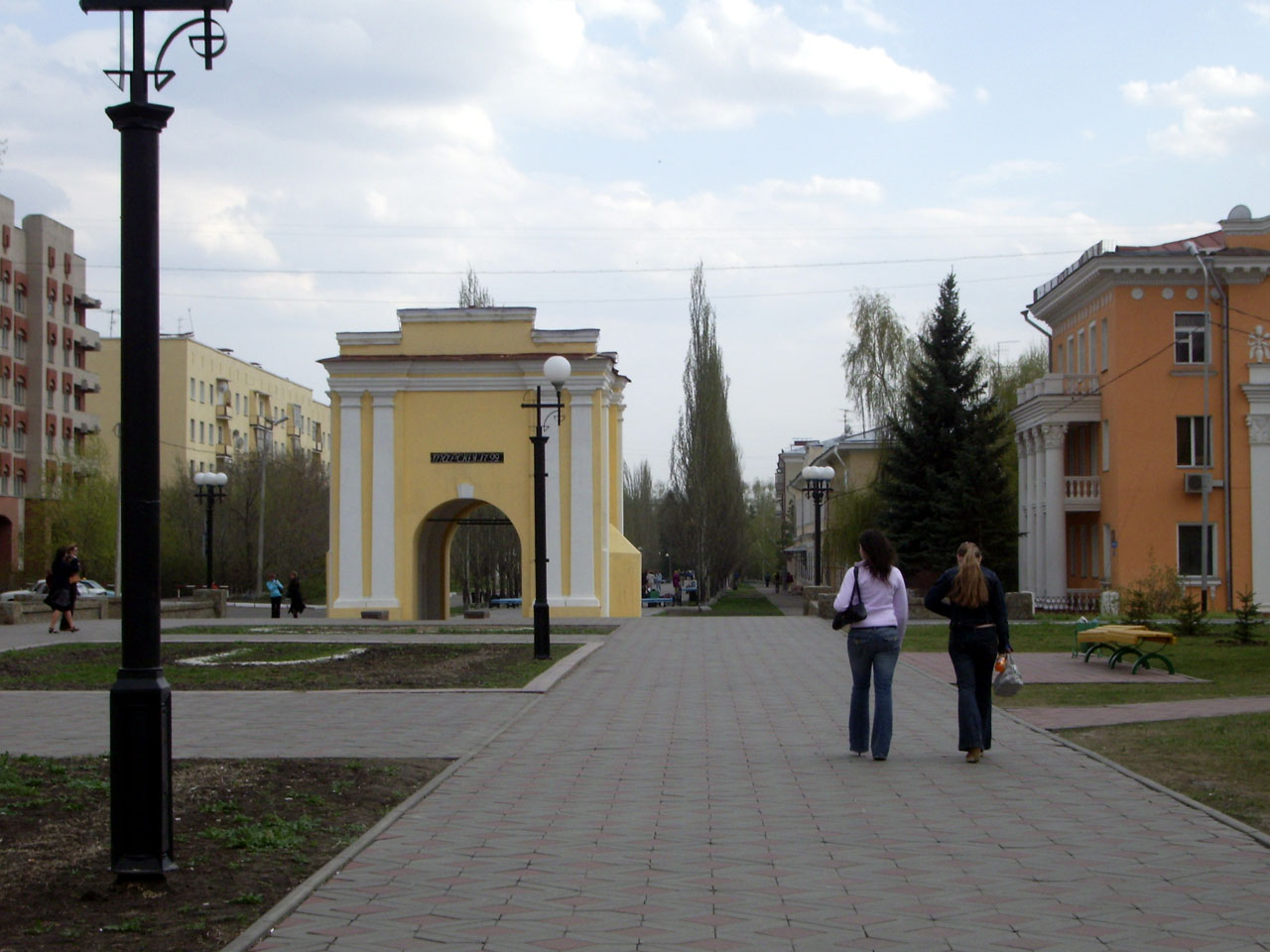
La porte de Tara, vestige de l'ancienne forteresse.

L'histoire de la ville commence en 1716, lorsqu'une forteresse en bois est construite pour protéger et asseoir l'influence russe dans les steppes asiatiques menacée par les raids des mongols djungars. À la fin du siècle, Omsk est la place de Sibérie la mieux fortifiée avec un fort désormais en maçonnerie dont il subsiste aujourd'hui deux portes. Par la suite, alors que les frontières de l'empire ont été repoussées plus à l'est, Omsk devient le siège d'un bagne recevant nombre d'illustres prisonniers parmi lesquels Fiodor Dostoïevski, qui s'est inspiré de son séjour pour y écrire Souvenirs de la maison des morts.

### XIXesiècle
Dans la seconde moitié du XIXe siècle, le gouvernement de Sibérie occidentale est transféré de Tobolsk à Omsk. La ville se développe lentement jusqu'à l'arrivée du Transsibérien en 1894. La ville qui compte alors 30 000 habitants va rapidement se développer. Le chemin de fer, tout comme les rivières Om et Irtych, navigables depuis la Chine et l'Asie centrale, va jouer un grand rôle dans le développement économique de l'agglomération, qui devient la plaque tournante du commerce sibérien au début du XXe siècle. La ville compte alors dans ses murs de nombreux marchands et investisseurs étrangers et des consulats sont ouverts par les puissances étrangères. Dans le cadre d'une exposition de l'agriculture et de l'industrie de Sibérie organisée dans la ville en 1910, un complexe de bâtiments et de fontaines est construit dans la ville. Il subsiste beaucoup de bâtiments de cette époque qui donnent à la ville un cachet qui la distingue des autres villes de Sibérie.
C'est à Omsk que l'écrivain Fiodor Dostoïevski purgea ses quatre années de bagne (1850-1854).
C'est à Omsk que Jules Verne fait naître le personnage principal du roman du même nom, Michel Strogoff. Une des scènes clé de l'histoire s'y déroule. L'ouvrage, ayant été écrit d'après une documentation abondante et ayant été vérifié par l'ambassade de Russie et par plusieurs auteurs russes comme Ivan Tourgueniev, on peut supposer que la description de la ville est fidèle à son état des années 1870.
Pendant la guerre civile russe, l'amiral Alexandre Vassilievitch Koltchak y lève une armée de quatre cent mille hommes — dont de nombreux cosaques — en partie financée par la réserve d'or impériale, qui avait été transférée dans la ville devenue brièvement la capitale de l'Empire russe après la prise de pouvoir par les bolcheviks. La ville qui constitue une position clé pour le contrôle de la Sibérie est reprise en novembre 1919 par les bolcheviks et Kolchak doit se replier via le Transsibérien à l'est, vers Irkoutsk.

### Sous l'ère soviétique
En 1921, le gouvernement bolchevique transfère le siège de la Sibérie occidentale à Novonikolaïevsk (renommée depuis Novossibirsk) de création plus récente, ce qui fait perdre à Omsk de nombreux emplois administratifs ainsi que certaines de ses activités éducatives et culturelles. La rivalité entre ces deux villes engendrée par cette décision s'est perpétuée jusqu'à nos jours.
Pendant la Seconde Guerre mondiale, l'avancée allemande de l'opération Barbarossa entraîne le transfert à Omsk d'un grand nombre d'usines de construction de matériel militaire ; celles-ci tournèrent à plein régime en partie grâce à la main-d'œuvre constituée par les nombreux réfugiés. La population de la ville fut multipliée à cette époque par trois. Parmi les industries déplacées se trouvaient en particulier des usines de construction de chars. La concentration d'usines d'armement ne présentaient pas que des avantages : la ville fut fermée aux étrangers jusque dans les années 1990 et la dislocation de l'Union soviétique avec en corollaire la diminution des investissements militaires entraîna une forte augmentation du chômage.
Dans les années 1950, à la suite du développement des champs pétroliers et gaziers de Sibérie, une raffinerie  et un quartier entier dédié aux employés de l'industrie pétrochimique sont construits au nord de la ville le long de l'Irtych. C'est le plus grand complexe de ce type en Russie et le troisième par la taille en Europe. La société Gazprom est devenue le premier employeur de la ville et utilise sa position de force dans ses rapports avec les autorités régionales et municipales[réf. nécessaire].

### Omsk aujourd'hui
Depuis les années 1990, Omsk, comme toute la Russie, lutte pour trouver sa place dans la nouvelle société russe. Les anciens responsables du parti communiste, les nouveaux businessmen et le monde criminel ont pris ensemble le contrôle des entreprises les plus profitables de la ville. Le cas le plus connu est celui de Sibneft et fut décrit par le New York Times. Jusqu'en 2000, l'inimitié entre les autorités municipales et régionales permettaient aux habitants de disposer d'au moins deux points de vue et certains travaux furent réalisés pour le bien public comme la création du marathon sibérien international (SIM), la célébration de la fête de la ville et la construction de nouveaux parcs de loisirs et la rénovation du centre-ville. Mais la dispute a épuisé les ressources financières de la ville, deux maires ont été obligés de quitter leur poste et remplacés par une personne désignée par le gouverneur de la région, en poste depuis l'ère soviétique. Actuellement tous les leviers de la région, y compris la justice et les médias, sont entre les mains du gouvernement régional. La ville connaît une croissance inférieure à la croissance russe moyenne.

## Politique et administration
La ville est divisée en cinq quartiers (en russe : округ, okroug), dont quatre sont situés sur la rive droite de l'Irtych :
- Tsentralny (271 400 habitants) comprend le centre-ville et la partie nord-est ;
- Oktiabrski (162 400 habitants) à l'est du centre-ville ;
- Sovietski (256 100 habitants) au nord-ouest du centre-ville ;
- Leninski (194 400 habitants) au sud du centre-ville ;
- Kirovski (238 000 habitants) situé sur la rive gauche de l'Irtych.

## Population et société

### Démographie
Plus de 80% des habitants de la ville sont russes. Les autres habitants se composent de Kazakhs, de Tatars, d'Ukrainiens et d'Allemands.
Recensements ou estimations de la population
| 1725 | 1825  | 1856   | 1897*  | 1917    | 1926*   |
| ---- | ----- | ------ | ------ | ------- | ------- |
| 992  | 9 000 | 16 400 | 37 376 | 113 100 | 162 000 |

| 1939*   | 1959*   | 1970*   | 1979*     | 1989*     | 2002*     |
| ------- | ------- | ------- | --------- | --------- | --------- |
| 288 855 | 581 108 | 821 151 | 1 014 246 | 1 148 418 | 1 134 016 |

| 2010*     | 2012      | 2013      | 2014      | 2015      | 2016      |
| --------- | --------- | --------- | --------- | --------- | --------- |
| 1 154 116 | 1 156 583 | 1 160 670 | 1 166 092 | 1 173 854 | 1 178 079 |

| 2017      | 2018      | 2019      | 2020      | - | - |
| --------- | --------- | --------- | --------- | - | - |
| 1 178 391 | 1 172 070 | 1 164 815 | 1 154 507 | - | - |

### Enseignement

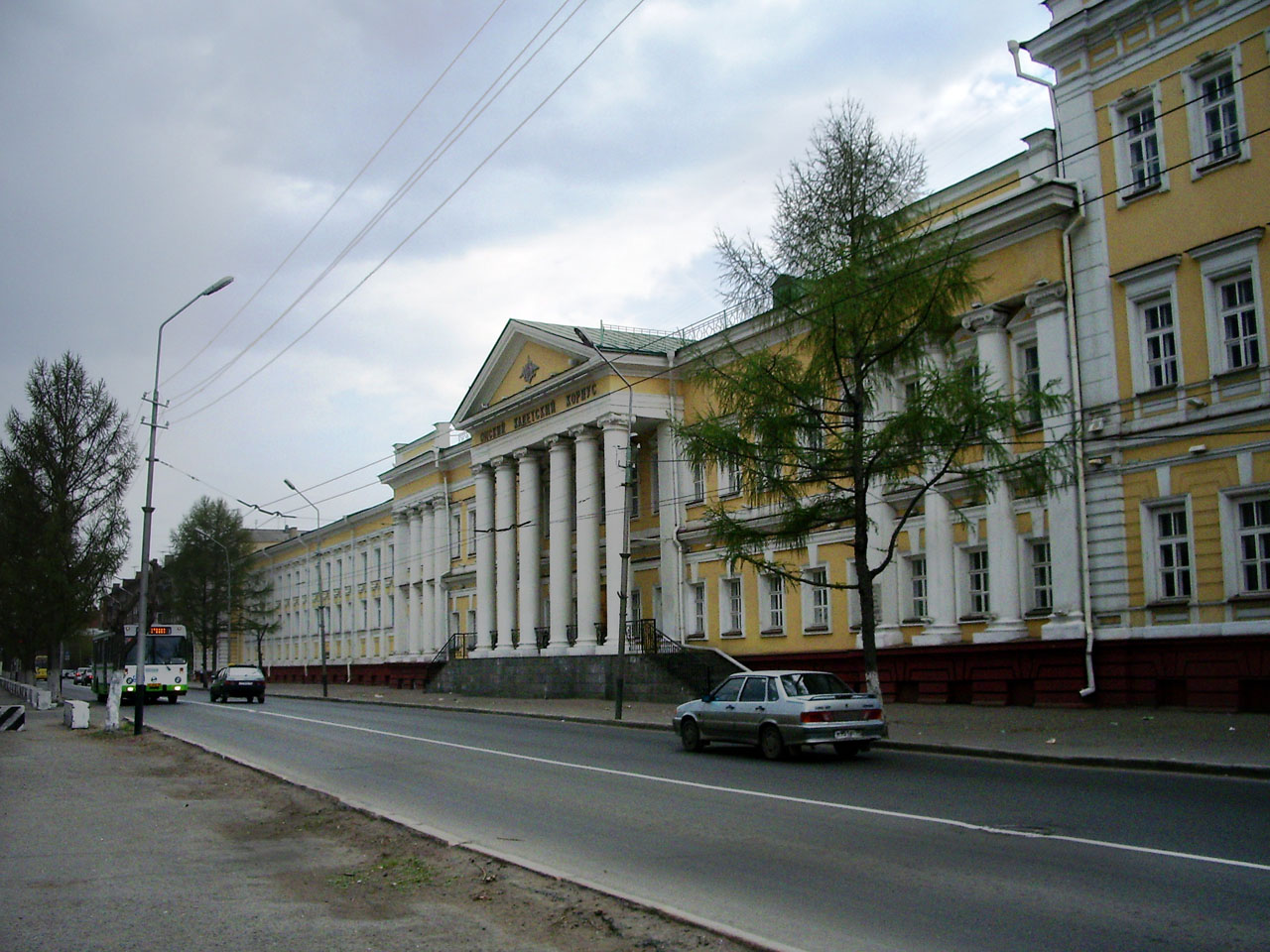
L'école militaire d'Omsk.

Un habitant sur quatre à Omsk étudie dans l'un des 20 établissements de l'enseignement supérieur ou université de la ville. Celle-ci comprend également 44 instituts de recherche dont une annexe de l'Académie des Sciences de Moscou. Les principaux établissement sont outre les quatre universités (ferroviaire, technique, classique et enseignement), l'académie de médecine, la faculté de droit et l'institut des sports, l'Université agricole nationale et le corps des cadets d'Omsk, fondé au début du XIXe siècle.

### Sport
Chaque année se déroule en hiver le Marathon des Glaces de Sibérie. Il s'agit d'un semi-marathon qui se court par une température moyenne de −20 °C qui sollicite fortement les organismes. L'épreuve de 2001 a battu dans ce domaine un record puisque la course s'est déroulée par −42 °C.
Omsk possède avec l'équipe d'Avangard Omsk une équipe de hockey sur glace de premier plan qui a remporté le championnat national en 2004. L'équipe appartient au milliardaire Roman Abramovitch qui détint également le Chelsea Football Club entre 2003 et 2022. L'équipe de football d'Omsk est l'Irtych Omsk. Les champions olympiques Alexeï Tichtchenko (boxe), Irina Tchachtchina (gymnastique) et Dmitri Lykine (tir) ainsi que la reine de la gymnastique rythmique Evgenia Kanaeva sont des enfants de la ville.

## Économie

### Industrie
Dans les années 1950 et 1960, un important complexe pétrochimique s'est installé dans la ville. Par ailleurs, les principaux secteurs industriels présents sont la fabrication de machine-outils, d'instruments, d'électronique, l'industrie légère, l'agroalimentaire et la transformation du bois. On trouve également la construction aérospatiale, la fabrication de moteurs, de machines agricoles ainsi que de matériel de forage.
La ville constitue le quatrième pôle économique du pays après Moscou, Saint-Pétersbourg, Iekaterinbourg. Les principales entreprises ayant leur siège à Omsk sont :
- Le conglomérat pétrolier Gazprom Neft (auparavant Sibneft)
- Un fabricant de bus travaillant avec Volvo
- Le fabricant d'armement Transmash
- La brasserie Couronne Sibérienne
- De nombreuses entreprises de l'aérospatial, travaillant le cuir et du secteur agroalimentaire.

## Voies de communication et transports

### Transport ferroviaire, fluvial et aérien

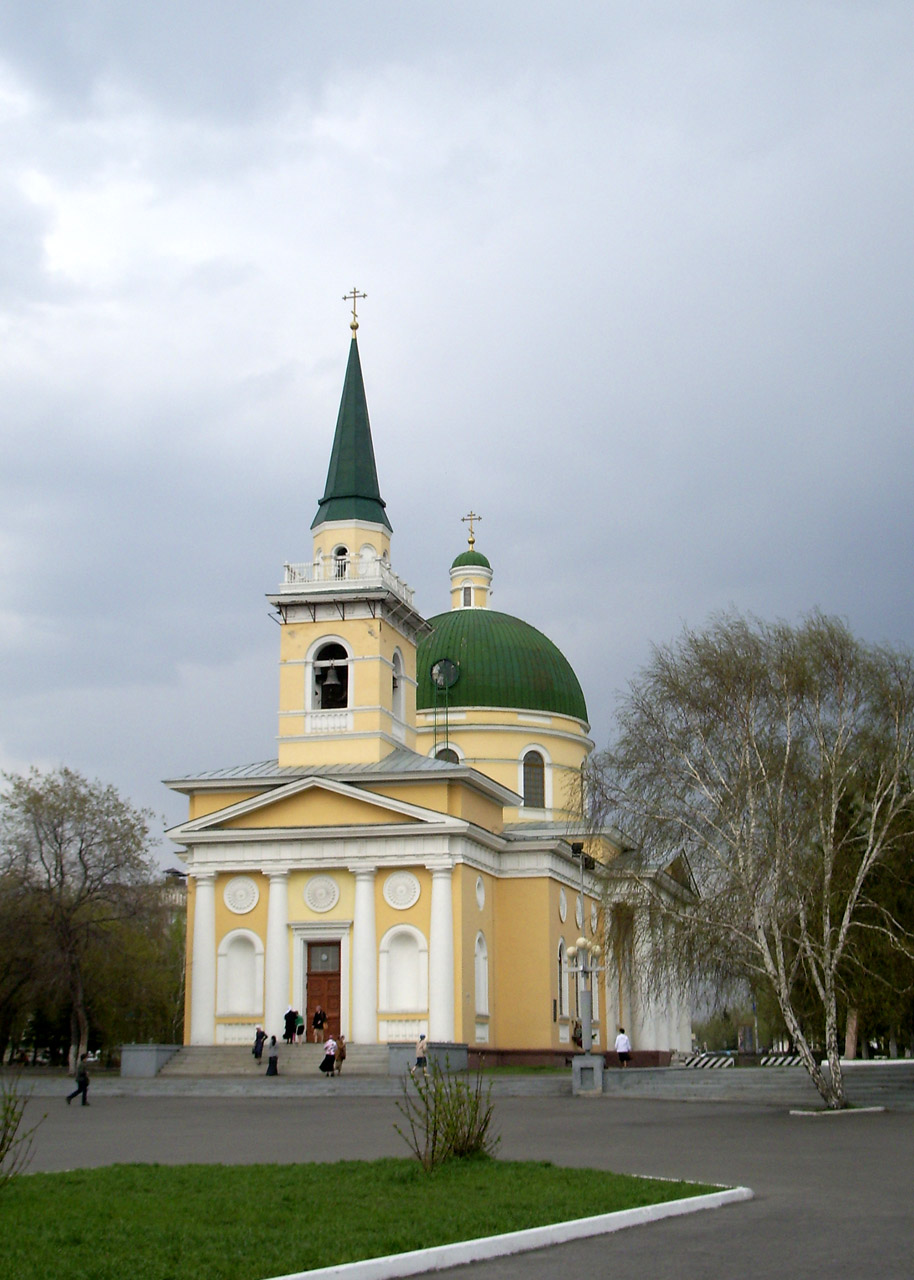
La cathédrale cosaque de Saint Nicolas.

La ville est desservie par les deux branches du Transsibérien et se trouve à l'intersection de routes importantes desservant le centre de la Russie.
Des bateaux de marchandises et de passagers utilisent la rivière, qui se jette dans l'Ob, pour transporter les minerais et le charbon extrait des mines du Kazakhstan ainsi que le pétrole, le gaz naturel et le bois de charpente venus du nord de la Sibérie.
L'aéroport d'Omsk (code AITA : OMS) relie la ville avec les principales agglomérations russes ainsi que des destinations internationales (surtout des villes allemandes). Ces infrastructures font d'Omsk un point d'entrée pour la Sibérie.

### Routes et ponts
La route M5 relie la ville à Moscou via la capitale de l'Oural, Tcheliabinsk.
Quatre ponts franchissent l'Irtych sur le territoire de la ville. Le pont de Léningrad est situé à la hauteur du centre-ville. Le pont du 60e anniversaire de la Victoire se trouve à 2,5 km au nord et sera emprunté, dans le futur, par le métro. Le pont de l'Organisation de la jeunesse soviétique Lénine se trouve 4 km plus au nord et relie le quartier résidentiel situé sur la rive gauche avec la zone industrielle située au nord. Une voie de contournement traverse la rivière 12 km au sud du pont de Leningrad. Entre ces deux ponts se trouve un viaduc ferroviaire.

### Transports en commun
Les transports en commun de la ville sont gérés en régie directe par les autorités municipales.
- Le transport public repose essentiellement sur les bus et les trolleybus.
- Les lignes de tramway sont en déclin.

- La construction d'une ligne de métro a été lancée en 1992 mais peine à aboutir faute de moyens financiers : quatre stations devraient être ouvertes en 2016.

## Culture locale et patrimoine

### Centre historique

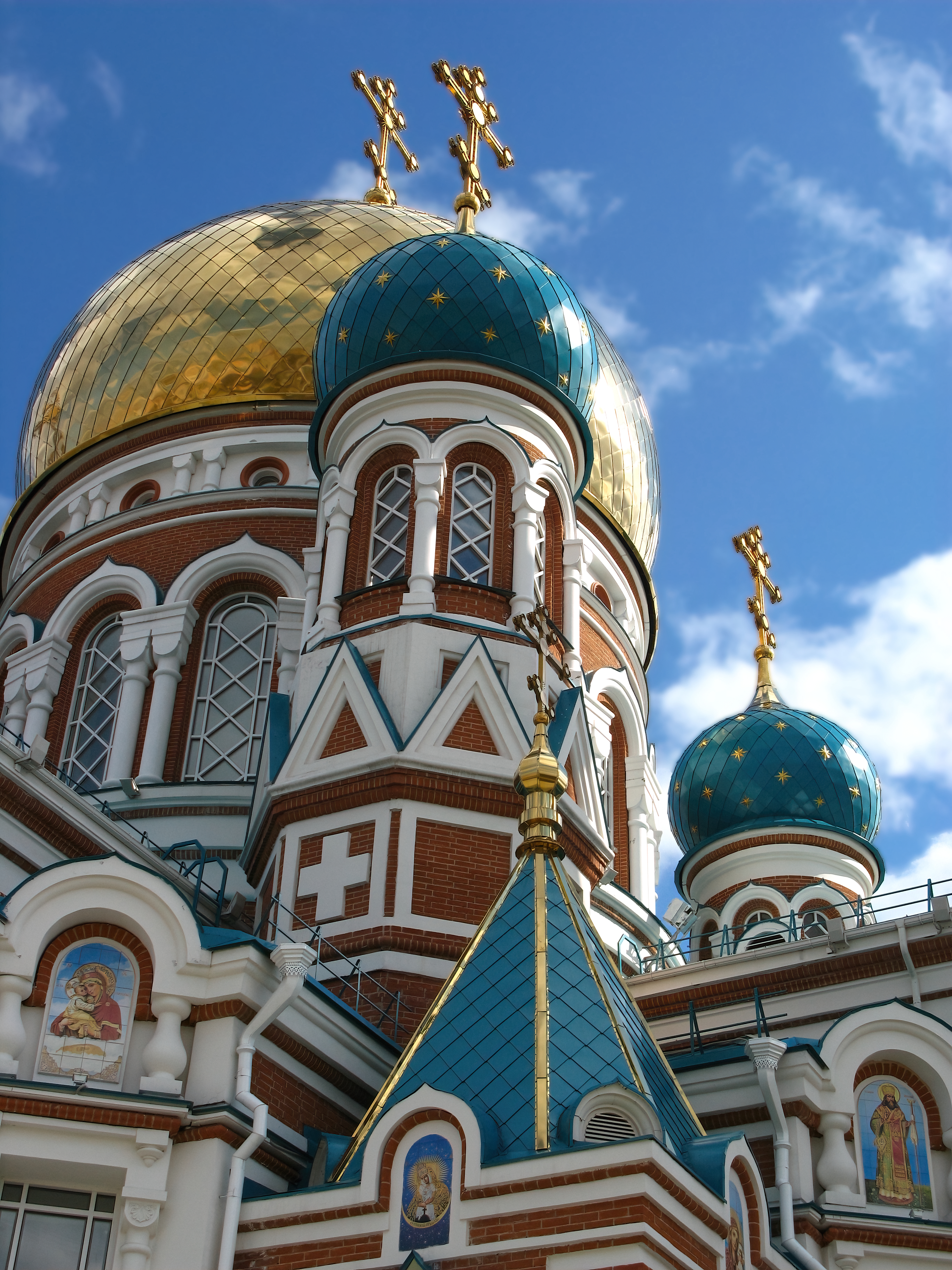
La cathédrale de la Dormition.

Le centre-ville est situé le long de l'Irtych, essentiellement sur sa rive droite, à l'emplacement de l'ancienne forteresse dont les murs ont disparu mais qui a laissé nombre de bâtiments des XVIIIe et XIXe siècle. La Lioubinsky prospekt (la rue Lénine) est bordée de bâtiments de la fin du XIXe ou du début du XXe siècle, parfois coiffés de dômes verts monumentaux surmontés de flèches, et de trottoirs délimités par de petits murets. Des immeubles de compagnies d'assurance, de banques et de sociétés construits à la même époque bordent les rues adjacentes. L'édifice religieux le plus vaste et le plus opulent est la cathédrale de la Dormition de la Vierge, un bâtiment pompeux édifié en 1896 et coiffé de cinq dômes, qui avait été détruit à l'époque soviétique, mais restaurée au début des années 2000.

La Nikolsky prospekt, toujours bordée de boutiques en bois de commerçants, mène à la cathédrale Saint-Nicolas de style néo-classique, œuvre commandée par les cosaques et dessinée par Vassili Stassov en 1840. On trouve également des exemples d'architecture modernes, comme la salle de concert en forme de tremplin et la halle de commerce construite dans les années 1980. 

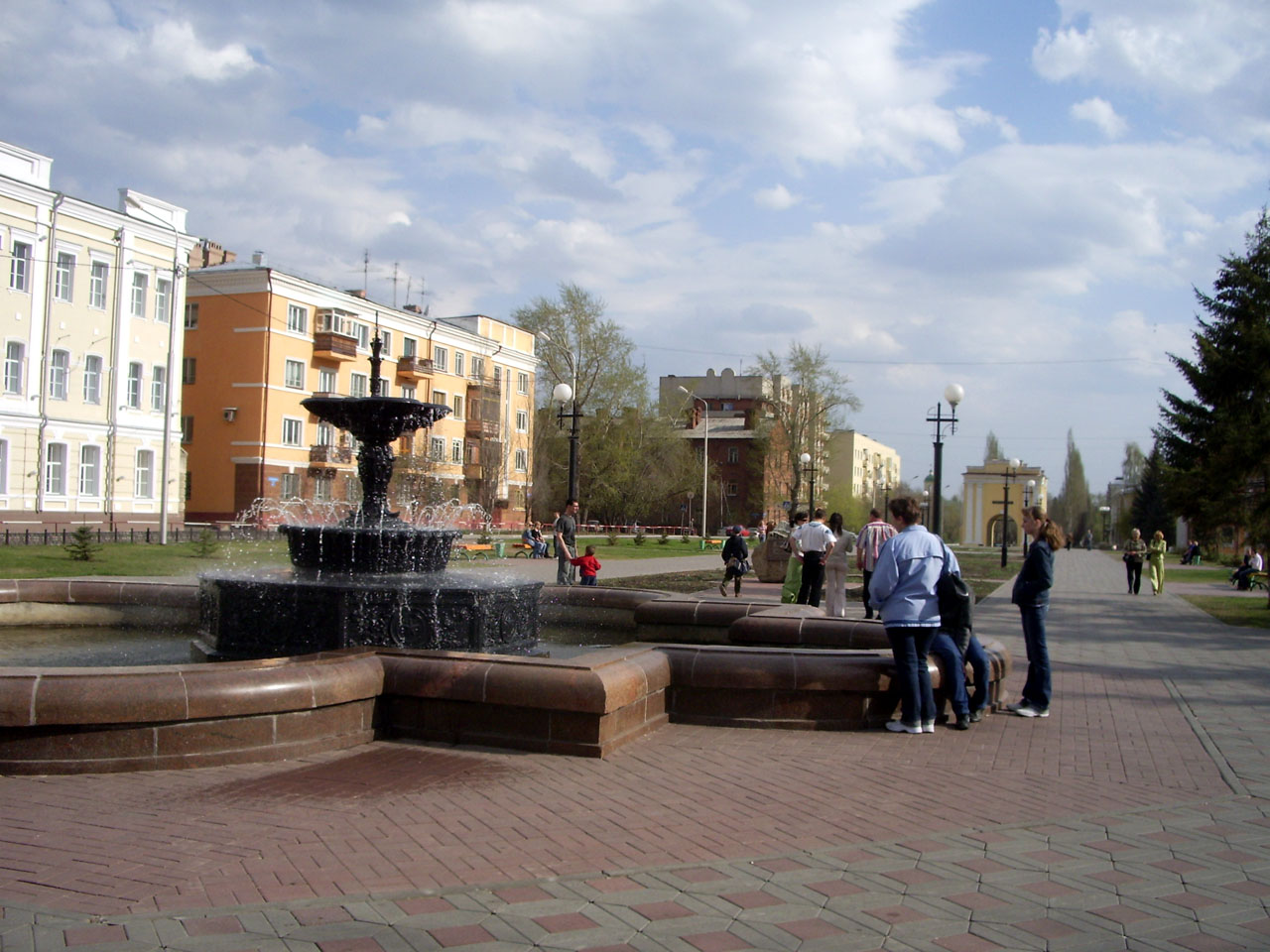
La rue Tarskaïa dans le centre historique.

### Lieux d'exposition et de spectacles
La ville d'Omsk possède 83 bibliothèques, 9 musées et plusieurs théâtres, le plus ancien construit il y a 130 ans. La réputation de l'orchestre philharmonique et du chœur de chants traditionnels russes dépasse les frontières de la Sibérie.

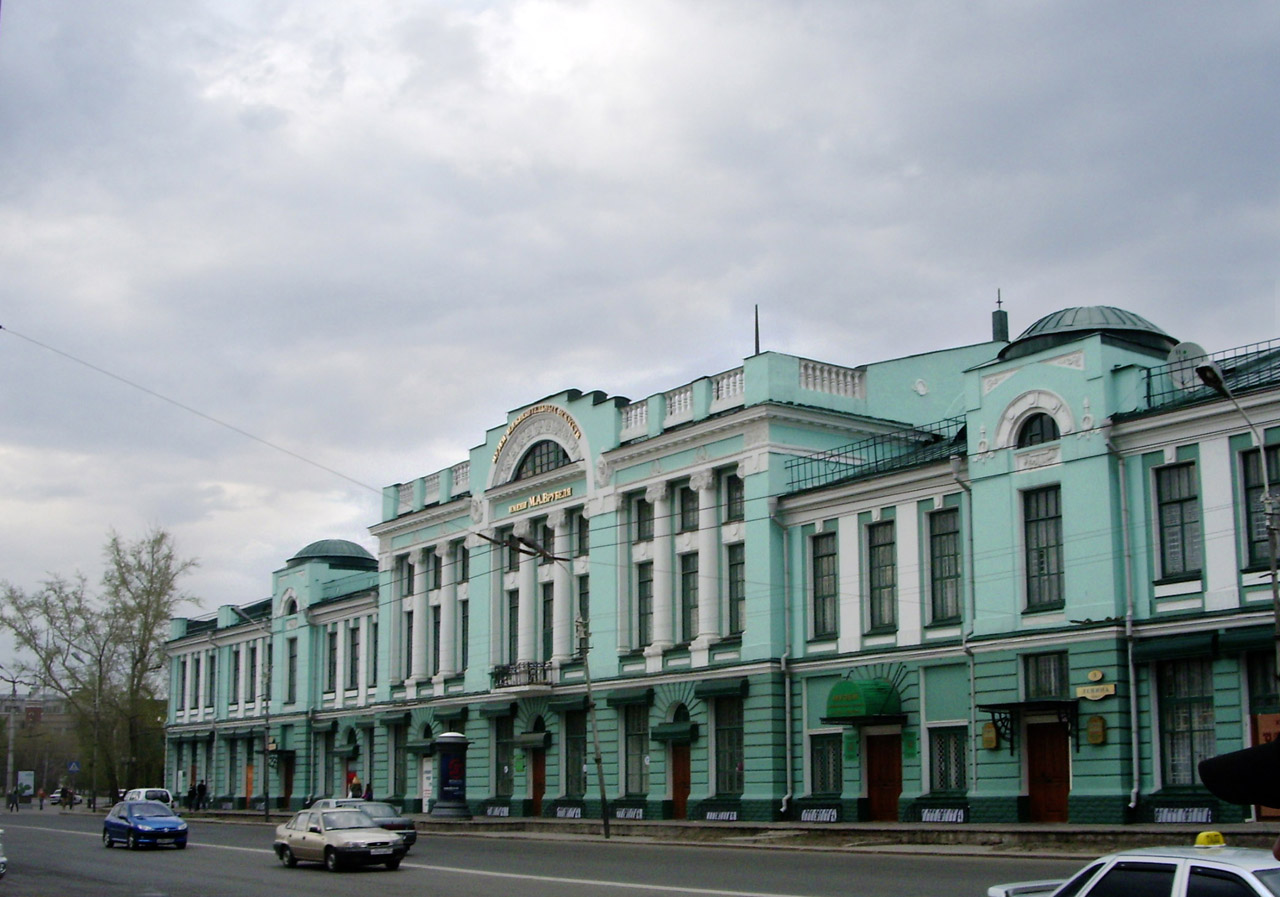
Musée des Beaux-Arts créé en l'honneur de Mikhaïl Vroubel

Le musée d'art est installé dans l'imposant palais du gouverneur, construit entre 1859 et 1862. L'importante collection exposée comprend des œuvres de Ilia Répine, Aïvazovsky, Sourikov ainsi que de nombreuses peintures de Vroubel.
Le musée archéologique et des arts populaires expose entre autres le squelette d'un mammouth, une collection archéologique et des œuvres de l'avant-garde russe.

### Personnalités liées à Omsk
- Mikhaïl Vroubel (1856-1910), peintre russe de l'école du symbolisme.
- Dmitry Karbychev (1880-1945), héros de l'Union soviétique.
- Anton Sorokine (1884-1928), écrivain.
- Valerian Kouïbychev (1888-1935), homme politique soviétique.
- Vissarion Chebaline (1902-1963), compositeur.
- Léonid Martynov (1905-1980), poète et traducteur.
- Maria Tsoukanova (1924-1945), Héroïne de l'Union soviétique
- Guennadi Komnatov (1949-1979), coureur cycliste, champion olympique.
- Édouard Kyrytch artiste émérite d'Ukraine.
- Vladimir Yumin (1951-), lutteur, champion olympique.
- Egor Letov (1964-2008), père du punk rock russe.
- Oleksandr Volkov (1964-), joueur de basket-ball.
- Konstantin Landa (1972-2022), joueur d'échecs russe.
- Andrey Korneyev (1974-2014), nageur.
- Dmitri Iakovenko (1983–), grand-maître du jeu d'échecs.
- Vladislav Artemiev (1998-), joueur d'échecs russe.
- Vlada Roslyakova (1987-), mannequin.